# 威廉·伯恩巴克
威廉·伯恩巴克（William Bernbach；1911年8月13日—1982年10月2日），美国广告大师，DDB广告公司Doyle Dane Bernbach创始人。出生於紐約市的布朗克斯區。他所創辦的廣告公司是美國早期製作「拒菸」廣告的創始者之一。